# Matollars ericoides de Madagascar
El Matollar ericoide de Madagascar és una ecoregió del tipus de les Praderies i matollars de muntanya, trobada a les altituds més altes de les quatre muntanyes importants de Madagascar.

## Geografia

Icona per acompanyar informació sobre l'ecoregió de les brugueres de Madagascar

L'ecoregió cobreix l'àrea per damunt de 1800 m d'alçada respecte el nivell de la mar damunt (de nord a del sud) del puigs Tsaratanana (2.876 m), Marojejy (2.133 m), Ankaratra (2.643 m), i el Massís Andringitra (2.658 m). Els matolls ericoides són envoltats a alçades menors per l'ecoregió Boscs subhumits de Madagascar. L'àrea total del l'ecoregió és de 1.300 km². En el Massís Tsaratanana els matolls hi habiten més amunt, començant en els 2.500m. Hi ha àrees més petites de matoll en la Reserva Anjanaharibe-Sud en el del nord de l'illa i en el Parc Nacional d'Andohahela al sud.

## Flora
Els matolls ericoides es caracteritzen per arbustos de les famílies Asteraceae, Ericaceae, Podocarpaceae, Rhamnaceae i Rubiaceae. Inclouen un gran nombre de plantes endèmiques, moltes de les quals tenen els parents més propers a Sud-àfrica i les terres altes de l'Àfrica oriental. L'àrea d'Andringitra ella sola és la llar de 150 endemismes vasculars, incloent 25 espècies d'orquídies

Àrees de l'ecoregió

## Fauna
Aquests punts alts de Madagascar són llar de menys diversitat de vida animal que en els pendents més baixos, però amb una proporció alta d'endemics. L'àrea no va ser exhaustivament investigada fins als 1990s. Hi ha com a mínim deu espècies de rèptils endèmics i propers a l'endemisme incloent-hi el dragó nan Lygodactylus arnoulti.

## Amenaces i preservació
Les terres altes són vulnerables al foc i a la conversió en pastures de bestiar, encara que Tsaratanana, Andringitra i Marojejy són àrees protegides.

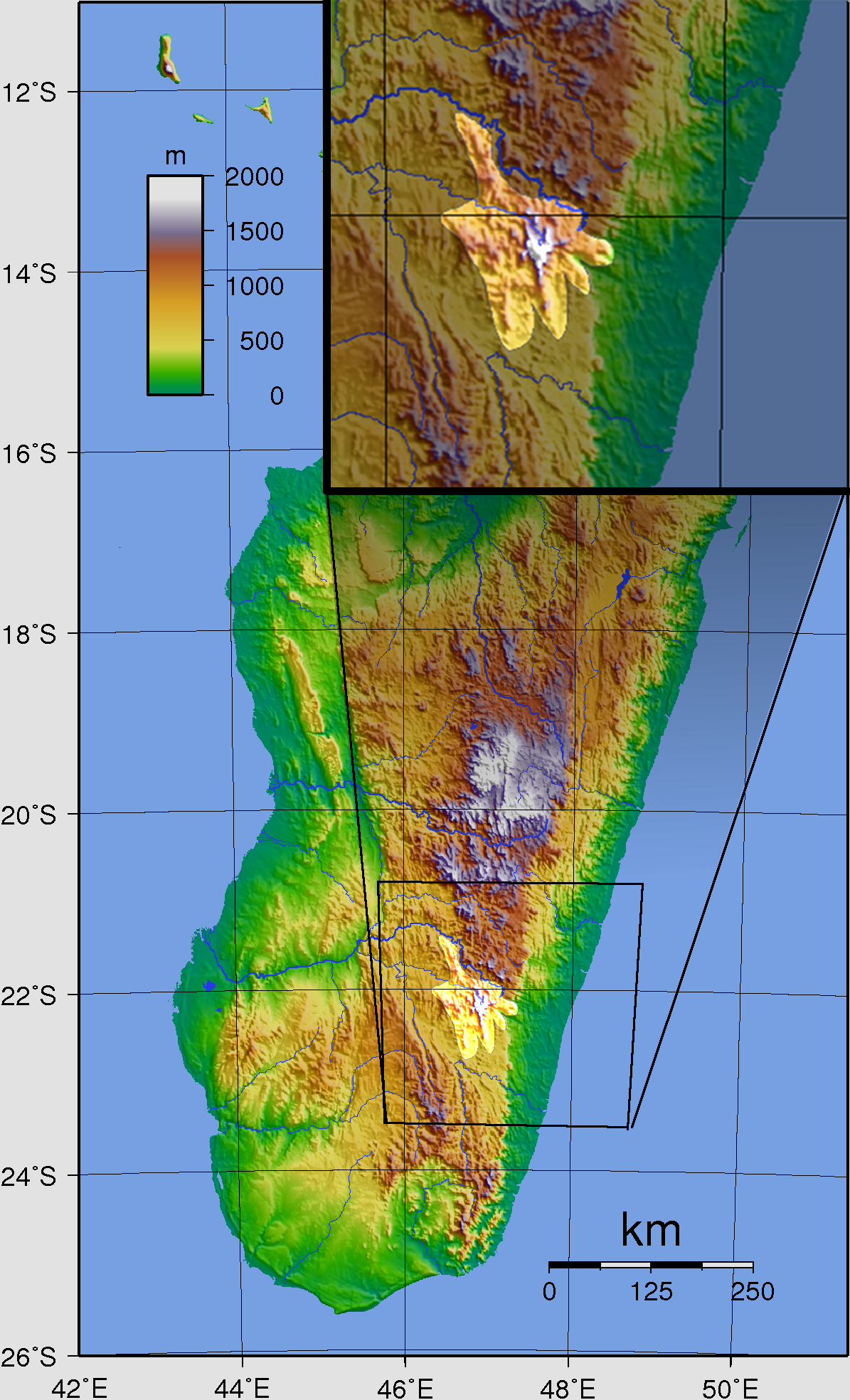
Localització del Massís d'Andringitra